# Haematopota fumigata
Haematopota fumigata är en tvåvingeart som beskrevs av Schuurmans Stekhoven 1926. Haematopota fumigata ingår i släktet Haematopota och familjen bromsar. Inga underarter finns listade i Catalogue of Life.